# Karim Ouattara (basket-ball, 1970)
Pour les articles homonymes, voir Karim Ouattara et Ouattara.
Karim Ouattara, né le 22 juillet 1977, à Bondoukou, en Côte d'Ivoire, est un ancien joueur franco-ivoirien de basket-ball. Il évolue durant sa carrière au poste de pivot.